# Portable Game Notation

Koordinatensystem eines Schachbrettes als Basis der algebraischen Notation und damit auch der Portable Game Notation

Portable Game Notation (PGN) ist ein als Text lesbares Datenformat zur Speicherung von Schachpartien. Es wurde 1994 von Stephen J. Edwards entwickelt, um den Austausch von Schachdaten zwischen verschiedenen Schachprogrammen (zum Beispiel über das Internet) zu ermöglichen und zu vereinfachen.
Das PGN-Format verwendet Zeichen aus dem ISO-8859-1-Zeichensatz (umfasst ASCII-Zeichen sowie viele Sonderzeichen westeuropäischer Sprachen) und besteht aus zwei Teilen: den Metadaten und den Zügen. Im ersten Teil, den Metadaten, werden Angaben wie Turnier, Ort, Datum, Runde, Spielernamen, Ergebnis und andere Informationen in normierten Feldern erfasst, die jeweils in eckige Klammern [] eingeschlossen sind. Die Notation der Züge erfolgt größtenteils in der Standard Algebraic Notation (SAN): Hierbei handelt es sich um die allgemein übliche verkürzte algebraische Notation, wobei die Buchstaben der englischen Figurenbezeichnungen (K für King (König), Q für Queen (Dame), R für Rook (Turm), B für Bishop (Läufer) und N für Knight (Springer)) verwendet werden. Kommentare werden in geschweifte Klammern {} eingeschlossen. 
Abweichend von der Standardnotation werden die Rochaden nicht mit 0–0 bzw. 0–0–0 (Ziffer Null), sondern mit O-O bzw. O-O-O (Großbuchstabe O) notiert.
Das Format ist nicht proprietär, es kann daher von fast allen Schachprogrammen gelesen werden. Oft ist auch ein Export einer Partie ins PGN-Format möglich. Es können auch mehrere Partien in einer einzigen PGN-Datei gespeichert werden.
PGN-Daten können mit der Abfragesprache Chess Query Language (CQL) durchsucht werden. Viele gängige Schachprogramme beherrschen mindestens die Suche nach den zu Partien gespeicherten Metadaten wie Spielernamen sowie Stellungen oder Stellungsausschnitten in PGN-Dateien.

## Beispielpartie in PGN
```
[Event "IBM Kasparov vs. Deep Blue Rematch"]
[Site "New York, NY USA"]
[Date "1997.05.11"]
[Round "6"]
[White "Deep Blue"]
[Black "Kasparov, Garry"]
[Opening "Caro-Kann: 4...Nd7"]
[ECO "B17"]
[Result "1-0"]
```

```
{ Beispielpartie in PGN }
```

```
1. e4 c6 2. d4 d5 3. Nc3 dxe4 4. Nxe4 Nd7 5. Ng5 Ngf6 6. Bd3 e6 7. N1f3 h6 8. Nxe6 Qe7 9. O-O fxe6 10. Bg6+ Kd8 {Kasparov schüttelt kurz den Kopf} 11. Bf4 b5 12. a4 Bb7 13. Re1 Nd5 14. Bg3 Kc8 15. axb5 cxb5 16. Qd3 Bc6 17. Bf5 exf5 18. Rxe7 Bxe7 19. c4 1-0
```